# Beatrix d'Engelport

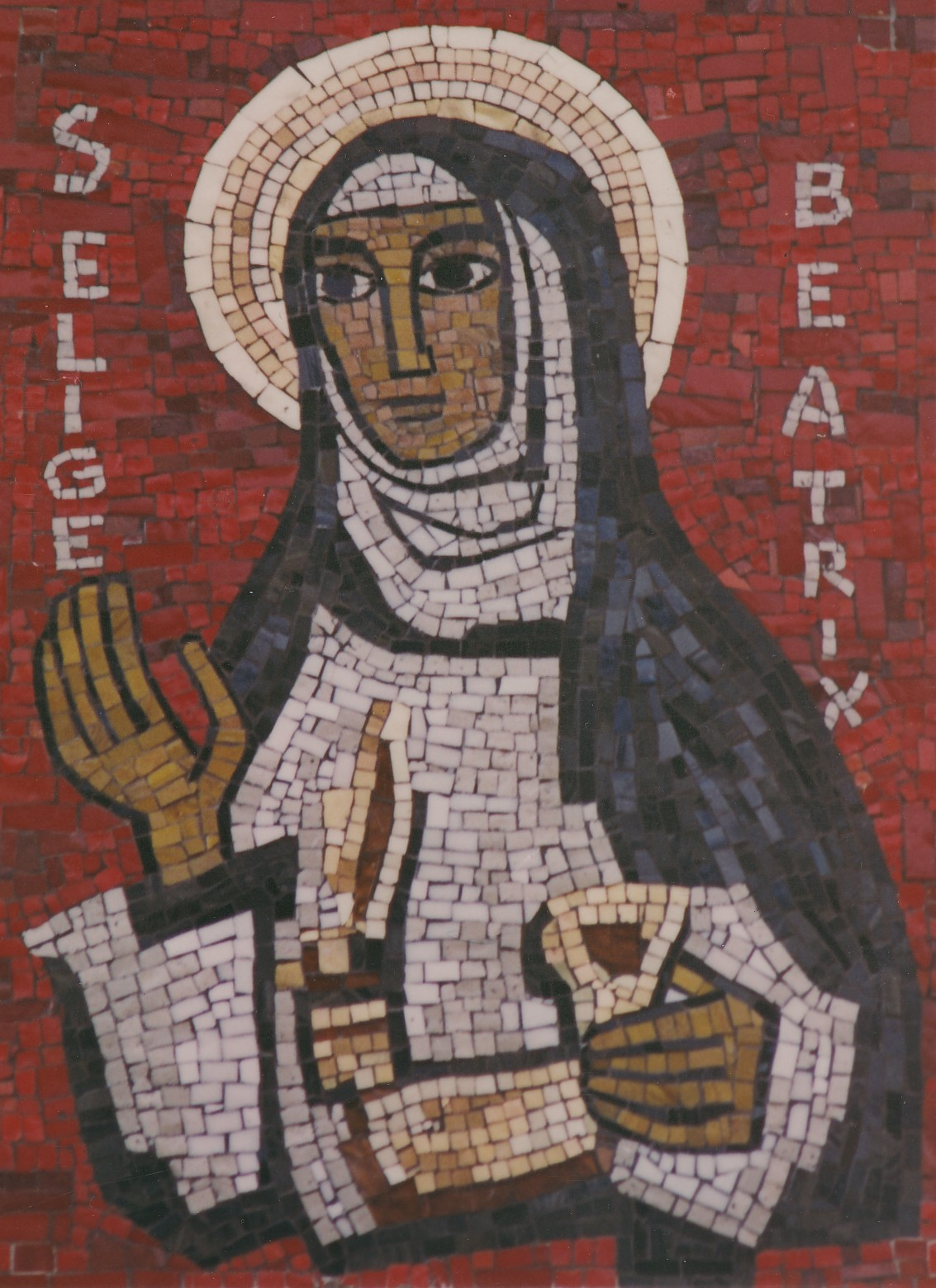
Bienheureuse Beatrix d'Engelport

Beatrix d'Engelport (morte après 1275 au couvent de Maria Engelport, près de Treis-Karden) est une religieuse de chœur allemande de l'ordre des Prémontrés qui fut peut-être la première prieure de ce couvent. Elle est considérée comme bienheureuse par l'Église catholique.

## Biographie
Les historiens divergent sur les origines de cette religieuse qui selon certains serait une fille du chevalier Philippe II de Wildenberg (de), refondateur du couvent en 1260, tandis que d'autres estiment qu'elle descend de la famille Frei von Treis (de), comme fille de Werner II.
Beatrix est reconnue comme bienheureuse après sa mort, sa mémoire étant fixée au 12 ou au 13 mars. Ses reliques étaient vénérées autrefois dans le chœur du couvent, mais elles sont détruites lorsque le couvent est saccagé en 1794 par les troupes révolutionnaires françaises. Cependant la relique d'un doigt est donnée en 1658 au couvent prémontré de Rommersdorf près de Veurne dans les Flandres, mais elle a disparu aujourd'hui.
Les bollandistes en font mention.